# Zwölfbotentag

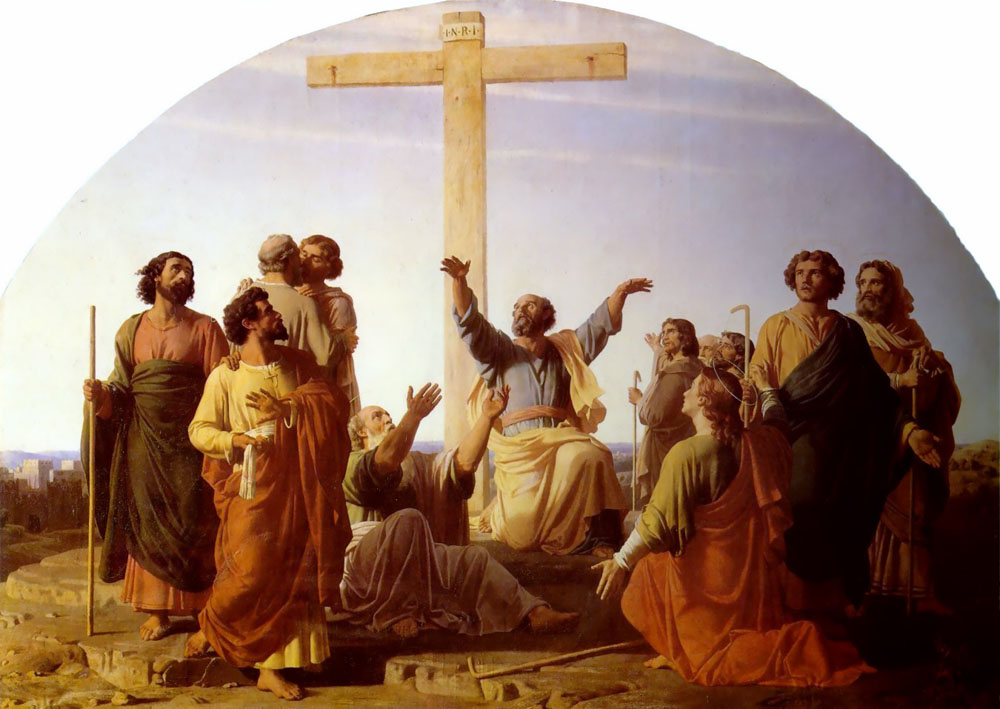
Charles Gleyre: Die Trennung der Apostel (1845)

Der Zwölfbotentag, auch Aller zwölf Apostel Tag, Lateinisch divisio (XII) apostolorum (Apostelteilung) war im Kirchenjahr der Gedenktag der Aussendung (Abschied) der Apostel. Er wurde am 15. Juli begangen.

## Geschichte
Die Feier dieses Apostelfests findet sich nur in der Westkirche. Ein früher Beleg ist die Sequenz Caeli enarrant gloriam, die Gottschalk von Aachen († nach 1099 bzw. 1107) zugeschrieben wird. Die Sequenz ist ein Beleg, dass das Fest in seiner Amtszeit als Propst am Aachener Marienstift gefeiert wurde. Durandus von Mende erwähnte es in seinem Rationale in der zweiten Hälfte des 13. Jahrhunderts. Im späten Mittelalter wurde das Fest der  Dimissio, Dispersio oder Divisio Apostolorum in vielen Diözesen Europas begangen. Der Mönch von Salzburg verdeutschte die Sequenz als Uns künden all zwelfpoten gar.
Spätestens seit der Tridentinischen Reform war das Fest nicht mehr im Calendarium Romanum Generale vertreten. Es wurde jedoch noch Anfang des 20. Jahrhunderts von Missionsorden begangen und hielt sich bis zur Kalenderreform von Papst Pius X. in einigen Bistümern.
Im bäuerlichen Bereich (Landwirtschaft) wurde daraus der Tag, an dem die Schnitter ausgeschickt werden, um die Ernte einzuholen.

## Volksglauben
Im späten Mittelalter verzeichnen sogenannte Himmelsbriefe Aussagen dieser Art:

„Vnd wer an ainem zwölffpotentag arbait der ist verbant vnd verflucht 
 vnd dz erdrich wirt sich auffthun vnd wirt sy verschlicken.“

„Und wer an einem Zwölfbotentag arbeitet, der ist verbannt und verflucht,
und das Erdreich wird sich auftun und wird ihn verschlucken.“